# Zimbabwe-Rhodésie
Pour les articles homonymes, voir Zimbabwe (homonymie).
1er juin 1979 – 12 décembre 1979
6 mois et 11 jours
Entités précédentes :
- Rhodésie

Entités suivantes :
- Rhodésie du Sud

Le Zimbabwe-Rhodésie (en anglais : Zimbabwe Rhodesia) était un État non reconnu situé en Afrique australe qui exista du 1er juin au 12 décembre 1979. Le Zimbabwe-Rhodésie fut précédé par la république de Rhodésie et fut brièvement suivi par le rétablissement de la colonie britannique de Rhodésie du Sud, qui selon l'interprétation constitutionnelle britannique était restée le gouvernement approprié après la déclaration unilatérale d'indépendance en 1965. Quatre mois plus tard, la colonie rétablie obtient une indépendance internationalement reconnue sous le nom de République du Zimbabwe. 
Sous la pression de la communauté internationale pour satisfaire le mouvement des droits civiques des noirs en Rhodésie, un « arrangement interne » fut décidé entre l'administration d'Ian Smith et les parties nationalistes Africains modérés qui n'étaient pas impliqués dans la guérilla. Entre-temps, le gouvernement continua à combattre les guérilleros communistes soutenus par les Soviétiques et les Chinois, ce qui fit de la guerre du Bush une extension de la guerre froide, en étant un conflit indirect entre l'Ouest et l'Est, similaire à ceux du Vietnam et de Corée.
L'accord sur « l'arrangement interne » amena à une assouplissement des critères d'éligibilité liés à l'éducation, à la propriété et au revenu pour les listes électorales, ce qui a permis la création du premier électorat à majorité noire. La fonction publique, l'appareil judiciaire, la police et les forces armées du pays ont continué à être administrés par les mêmes fonctionnaires qu'auparavant, dont la plupart étaient des blancs, en raison de la composition de la classe moyenne supérieure de l'époque.
Malgré ces changements, le nouvel État n'a pas obtenu de reconnaissance internationale, le Commonwealth affirmant que cette « soi-disant "Constitution du Zimbabwe-Rhodésie" » n'était « pas plus légale ou valide » que la Constitution de la déclaration d'indépendance qu'elle remplaça.

## Histoire
La Zimbabwe-Rhodésie a correspondu à l'expérience de solution intérieure tenté par Ian Smith pour régler le problème racial de la Rhodésie unilatéralement indépendante depuis 1965.
Les accords de Salisbury du 3 mars 1978, signés entre Smith et trois dirigeants africains modérés, Abel Muzorewa, le révérend Sitholé et le Chef Chirau, prévoyaient la formation d'un gouvernement multiracial intérimaire chargé de mettre en place une nouvelle constitution.
Le 21 mars 1978, le premier gouvernement multiracial de Rhodésie était formé avec un conseil exécutif réunissant les signataires de l'accord.
En janvier 1979, Smith fit ratifier la nouvelle constitution par les Blancs. La constitution fut négociée avec Muzorewa mais celui-ci fut désavoué par tous les autres mouvements noirs, les Nations unies et le Royaume-Uni, ancienne puissance coloniale.
En avril 1979, les premières élections multiraciales eurent lieu et furent massivement suivies par la population noire mais seuls les partis ayant ratifié l'accord de Salisbury purent présenter des candidats. Le parti de Muzorewa remporta 51 des 100 sièges du parlement (dont 72 pour le collège électoral noir). Le Front rhodésien de Ian Smith remportait l'intégralité des 28 sièges du collège électoral blanc. Les Blancs bien que représentant alors 4 % de la population élisaient à eux seuls 28 % des députés).
Le 1er juin 1979, Abel Muzorewa devenait le premier premier ministre noir de l'ancienne Rhodésie, rebaptisé Zimbabwe-Rhodésie, bien que Muzorewa et Sitholé aient souhaité que le nom honni de l'ancienne colonie soit supprimé. Ian Smith, qui demeure le véritable homme fort du nouveau régime, restait ministre dans le nouveau gouvernement qui comprenait 12 ministres noirs et 5 ministres blancs. 
Le premier président noir Josiah Zion Gumede succéda alors au dernier président blanc du pays.
Pour l’Afrique du Sud, il s’agissait d’un gouvernement noir modéré mais pour les Nations unies, ce n’était qu’un nouveau régime discrédité et illégitime. L’absence de reconnaissance internationale et la pression de la guérilla empêcha le nouveau gouvernement d’assoir sa légitimité. Aux États-Unis et au Royaume-Uni, ce n’était que de justesse cependant que les demandes de levée des sanctions contre la Rhodésie étaient rejetées. Aux États-Unis, c’est d’ailleurs le président Jimmy Carter qui refusa la levée des sanctions pourtant votée par le Sénat américain le 12 juin 1979 par 75 voix contre 19. Le Sénat tenta de passer outre mais la Chambre des représentants rejoignit la position du président américain qui estimait que les élections d’avril 1979 n’avaient été « ni équitables ni justes ce qu’il confirma de vive voix à Muzorewa lors de sa visite à Washington le 11 juillet 1979.
Au Royaume-Uni, Lord Carrington, le nouveau secrétaire britannique au Foreign Office, déclara pourtant que le gouvernement de Muzorewa était « l’autorité légitime » de la Rhodésie du Sud et qu’il fallait l’aider.
Constatant l’échec de son projet de constellation d’États amis, le nouveau premier ministre sud-africain Pieter Willem Botha poussa alors Muzorewa et Smith à revenir de nouveau à la table des négociations avec le Royaume-Uni et les autres partis noirs d’oppositions.
Le 12 décembre 1979, Lord Soames devenait le gouverneur général de la colonie de Rhodésie avec les pleins pouvoirs, signant ainsi l'acte de décès de la Zimbabwe-Rhodesie. Dix ans après le début de la guérilla et vingt mille morts, l’ex-colonie rebelle acceptait ainsi qu’un nouveau gouverneur soit nommé, mettant fin à 14 années d’indépendance difficile. L'Union Jack était de nouveau hissé à Salisbury en lieu et place du drapeau de Zimbabwe-Rhodésie, marquant le retour effectif de la souveraineté britannique sur sa colonie rebelle.
Les accords de Lancaster House du 21 décembre 1979 préparaient l'avènement du Zimbabwe. En avril 1980, le pays accède sous ce nom à l'indépendance.
Le Zimbabwe ne reconnait pas l'appellation Rhodesie, appliquée au pays avant 1980, ses dirigeants, comme Robert Mugabe estiment ce nom comme une agression colonialiste : les enseignants, l'armée, et l'administration ont l'interdiction formelle d'évoquer ce nom (depuis 2010), le pays ayant toujours été le Zimbabwe, occupé par les colons blancs britanniques. De même, les langues locales, comme le shona, sont encouragées, au détriment de l'anglais.

## Drapeau
Ce drapeau, officialisé à partir du 1er septembre 1979, ne reste en vigueur que jusqu'au 12 décembre 1979, date à laquelle la Rhodésie revient sous le giron britannique. L'Union Jack lui succéda comme seul emblème du territoire rhodésien du 12 décembre 1979 au 18 avril 1980, date à laquelle le drapeau actuel du Zimbabwe est hissé pour la première fois.
Le drapeau du Zimbabwe-Rhodésie avait succédé à celui hissé le 11 novembre 1968 et qui est considéré encore aujourd'hui comme le drapeau rhodésien.